# Acidiella yasumatsui
Acidiella yasumatsui är en tvåvingeart som först beskrevs av Ito 1949.  Acidiella yasumatsui ingår i släktet Acidiella och familjen borrflugor. Inga underarter finns listade i Catalogue of Life.